# Priscus Attalus
Priscus Attalus (død efter 416) var romersk senator, og blev to gange kåret som modkejser til den vestromerske kejser Honorius. Begge gange var han et redskab i visigoternes politik, og i begge tilfælde blev kravet på tronen kortvarigt. Han blev fanget og deporteret til en lille ø, hvor han døde.

## Første kåring i 409
I foråret 409 så situationen uoverskuelig ud for det vestromerske kejserrige. Visigoterne under kong Alarik plyndrede i Italien og rigets hidtidige stærke mand, Stilicho var blevet henrettet af sine modstandere. Tre forskellige rådgivere forsøgte efter tur at styre riget på kejserens vegne, men ingen af dem kunne stille noget op. Først kom præfekten Jovius, der var udpeget af Stilicho, men som havde været i Illyrien for at forhandle med goterne, da udrensningerne efter Stilicho fandt sted, og som på den måde havde klaret sig igennem. Jovius ønskede fred med goterne, idet han indså, at riget ikke havde tropper nok til at møde dem i åben kamp, og slet ikke tropper nok til samtidigt at forsvare grænserne mod oprørsgeneralen Konstantin, der havde taget magten i Gallien. Honorius var så opskræmt over tanken om en invasion fra Gallien, at han sendte Konstantin en purpurfarvet dragt, som tegn på anerkendelse af hans kejserværdighed. Kejser Honorius valgte af uransalige grunde netop dette tidspunkt til at trumfe sin egen vilje igennem, og han gik imod indrømmelser til goterne, og som Norwich skriver, kunne han dårligt have valgt en værre timing. Alarik firede på sine krav, men da han ingen vegne kom med forhandlinger, førte han for tredje gang sin hær mod Rom, og indledte sin anden belejring af byen. I slutningen af året 409 forhandlede han med byens senat, og fik dem til at vælge Roms præfekt Priscus Attalus til modkejser. Attalus var egentlig af græsk slægt, og hans familie var kommet fra Asien til Rom i kejser Valentinian 1.'s regeringstid. Attalus blev romersk senator og titlen som bypræfekt i Rom havde været den foreløbige kulmination på hans karriere. Attalus udnævnte villigt Alarik til øverstkommanderende for hæren, belejringen blev ophævet, og Alarik gik i gang med at erobre de norditaliensk byer. Honorius' stædighed var hurtigt overstået. Han sendte en purpurkåbe til Attalus som tegn på anerkendelse af kejserværdigheden - så nu var der tre kejsere i Vestriget. Det eneste, Honorius ønskede til gengæld, var selv at få lov til at beholde kejserværdigheden. De samtidige kilder fortæller, at han var tæt på at opgive det hele, og flygte til sin nevø, kejseren i Konstantinopel, men netop da ankom der en flåde med forstærkninger fra den unge kejser Theodosius' hær. På samme tid fik Alarik problemer på en anden front. Hæren i provinsen Afrika (det nuværende Tunis) var forblevet loyal mod Honorius, og nu ophørte provinsen med at sende de livsvigtige forsyninger af korn og andre fødevarer til Rom. Attalus var nødt til at løse problemet, inden hungersnøden bredte sig i byen, men han ville ikke sende gotere mod de romerske soldater, og kunne derfor intet udrette. Alarik havde ikke brug for en selvrådig, ineffektiv kejser, så han kaldte Attalus til sin lejr i Rimini og afsatte ham resolut i juli 410. Attalus fik ikke fred for visigoterne efter sin degradering. I august 410 plyndrede de Rom, og da de forlod byen, tog de Attalus med som gidsel sammen med Galla Placidia, halvsøster til kejser Honorius.

## Anden kåring i 414
Alarik døde i slutningen af 410, og hans efterfølger Ataulf førte visigoterne (og deres fanger) til det sydlige Gallien, hvor de for en tid kunne skaffe sig fødevarer. Ataulf forsøgte i en periode at komme til forståelse med vestromerne, men da det ikke lykkedes, kunne visigoterne igen bruge Priscus Attalus i deres spil. I januar 414 giftede Ataulf sig med Galla Placidia, og Attalus var den første af de tre, der afsang bryllupshymner ved ceremonien. Attalus blev derefter igen udråbt som modkejser. Vestromernes stærke mand, generalen Constantius, svarede igen med at blokere adgangsvejene for fødevarer til visigoterne, og i begyndelsen af 415 så Ataulf ingen anden udvej end at tage til Spanien for at finde nye områder at plyndre. Da goterne drog til Spanien, blev Attalus efterladt og fanget af romerne. I 416 kørte Honorius som den ene af årets consuler i triumftog gennem Rom, med Attalus bundet til sin stridsvogn. Straffen til Attalus blev i øvrigt den samme som han havde truet Honorius med: Han mistede to fingre på højre hånd, og blev forvist til en af de mindste af de Lipariske øer, hvor han senere døde.